# Miniopterus eschscholtzii
Miniopterus eschscholtzii — вид довгокрилів (Miniopterus), що проживає в таких країнах: Філіппіни.

## Таксономічні примітки
Відділено від M. schreibersii.